# Honor (mitologia)

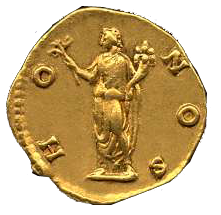
Auri de l'emperador Marc Aureli amb la representació d'Honos

Honor o també Honos va ser la deïtat que personificava l'honor a l'antiga Roma.
Marc Claudi Marcel després de la batalla de Clastídium a la Gàl·lia Cisalpina l'any 222 aC, va aixecar un temple dedicat a dues divinitats, Honor i Virtus, però els pontífexs van refusar la seva consagració per estar dedicat a dos déus al mateix temps, i llavors es va aixecar un nou temple al costat. Un va ser consagrat a Honor i l'altra a Virtus. També Gai Mari va dedicar un temple a Honor després de la seva victòria sobre els cimbres i els teutons. També hi havia un altre temple consagrat a Honor vora la Porta Col·lina, el més antic de tots. Les persones que hi sacrificaven ho havien de fer amb el cap descobert.
Honor és representat a les medalles i les monedes com un mascle amb armadura damunt un globus, o amb una cornucòpia a la mà esquerra i una llança a la dreta.